# Гаевое (Волынская область)
Гаевое (укр. Гайове, пол. Przebraże) — село в Киверцовской городской общине Луцкого района Волынской области Украине.
Код КОАТУУ — 0721884802. Население по переписи 2001 года составляет 486 человек. Почтовый индекс — 45222. Телефонный код — 3365. Занимает площадь 2,372 км².

## История
В 1946 году указом ПВС УССР село Пшебраже переименовано в Преображенское.
До 2020 года входило в Киверцовский район.